# Domestic Relations
Pour plus de détails, voir Fiche technique et Distribution.
Domestic Relations est un film muet américain réalisé par Chester Withey et sorti en 1922.

## Fiche technique
- Titre : Domestic Relations
- Réalisation : Chester Withey
- Scénario : Violet Clark
- Photographie : Joseph Brotherton
- Montage :
- Décors : Frank Ormston
- Costumes : Ethel P. Chaffin
- Producteur :
- Société de production : B. P. Schulberg Productions
- Société de distribution : Associated First National Pictures
- Pays de production :  États-Unis
- Langue : film muet avec les intertitres en anglais
- Format : Noir et blanc — 35 mm — 1,33:1 — Muet
- Genre : Film dramatique
- Durée :
- Date de sortie : 
  - États-Unis : 4 juin 1922

## Distribution

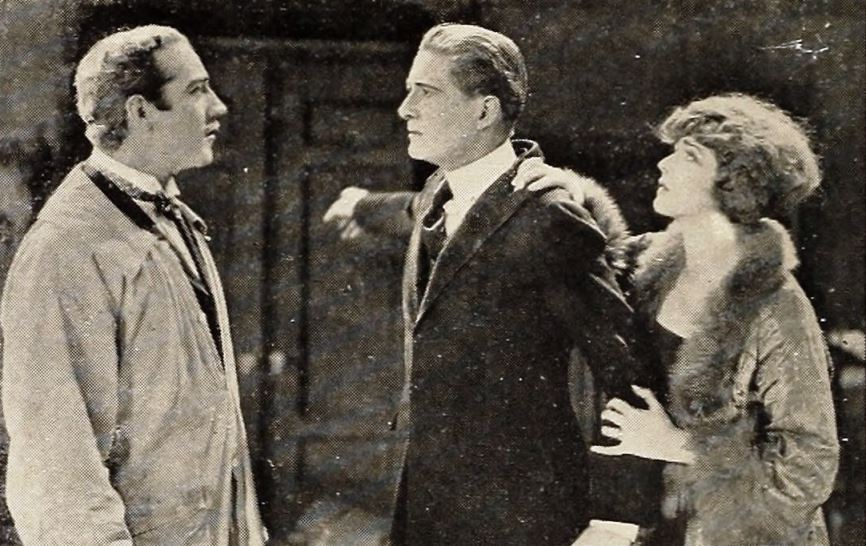
George Fisher, William P. Carleton et Katherine MacDonald dans une scène du film.

- Katherine MacDonald : Barbara Benton
- William P. Carleton : le juge James Benton
- Frank Leigh : Joe Martin
- Barbara La Marr : Mme Martin
- Gordon Mullen : Sandy
- George Fisher : Pierre
- Lloyd Whitlock : Dr Chester Brooks